# Btrieve
Btrieve est un système de gestion de base de données (SGBD) commercialisé par Pervasive Software entre 1982 et 1994.
Ce SGBD a été utilisé notamment par Novell (dans son système réseau NetWare) et Cheyenne Software (en) (dans son produit de sauvegarde ARCServe (en)).
Ce SGBD n'est plus commercialisé depuis 1995 par son éditeur qui l'a remplacé par Pervasive PSQL.